# IPX/SPX
IPX/SPX was het netwerkprotocol dat gebruikt werd bij Novell Netware voordat TCP/IP deze taak overnam. Tot Netware versie 3.x was het het enige protocol binnen Netware netwerken voor bestands- en printerdeling. Vanaf versie 4.x werd het vanwege de opkomst van internet vaak als dual-protocol-stack gebruikt: IPX/SPX en TCP/IP over één netwerk. In latere versies werd IPX/SPX uitgefaseerd. Vele Windows-versies hebben dit protocol ook ondersteund (vanaf Windows for Workgroups 3.11/Windows NT tot en met Windows Server 2003).